# Corazón salvaje (2009)
Corazón Salvaje é uma telenovela mexicana produzida por Salvador Mejía Alejandre para a Televisa e exibida pelo Canal de las Estrellas entre 12 de outubro de 2009 a 16 de abril de 2010 em 135 Capítulos, substituindo Sortilégio e sendo substituída por Soy tu dueña. A telenovela é um remake das novelas Yo compro esa mujer e Corazón salvaje, produzidas em 1990 e 1993, respectivamente. 
Apresenta Aracely Arámbula
e Eduardo Yáñez como protagonistas, Angelique Boyer, Sebastián Zurita, Laura Flores, Osvaldo Ríos e Laisha Wilkins como co-protagonistas e Cristián de la Fuente, Helena Rojo e Enrique Rocha como antagonistas principais.

## Sinopse
A história começa com Maria del Rosario e Juan de Dios, que estão profundamente apaixonados, mas que estão separados por diferenças sociais. Ela é uma jovem da alta sociedade de Veracruz, enquanto ele é um pescador humilde. Rodrigo, um dos homens mais poderosos da cidade, fica furioso quando descobre o amor e seus planos de se casar. Ele envia Juan de Dios para a prisão e com o auxílio de Leonarda, irmã de Maria del Rosario, aprisiona a menina em sua fazenda, onde ela dá à luz o filho de seu amante.
Juan de Dios sai da prisão, e é perseguido por Rodrigo, ele cai em um precipício e no mar. Leonarda se livra do bebê e tranca a irmã no porão da velha casa e diz Rodrigo que ela está morta. Rodrigo cai em desespero e, ignorando os protestos de amor de Leonarda, Rodrigo foge para a Europa de onde retorna casado com Constanza. Leonarda casa com Noel, o capataz da família, e tem um filho chamado Renato. Juan de Dios sobrevive a queda e descobre que seu filho foi encontrado nas montanhas de Remigio e adotado por essa mãe camponesa, Aurora, que lhe deu o nome escrito em uma nota que estava escondida em seus cobertores: Juan de Dios (João de Deus). Anos mais tarde, quando o pescador está gravemente doente, ele procura seu filho, diz-lhe sua história e pede a ele para punir Rodrigo. O rapaz jura vingar-se perante o túmulo de seu pai, e muda seu nome para Juan del Diablo (João do Diabo). No entanto, quando se encontra com as filhas de Rodrigo, Aimee e Regina, ele é dominado por uma paixão incontrolável por Aimee.
Regina ama Renato, mas quando ele se apaixona por Aimee, Regina decide entrar para um convento. Aimee casou com Renato, mas continua seu romance com Juan. Quando ela está prestes a fugir com ele e Renato descobre-los, Regina tenta protegê-la, alegando que ela é a única que ia fugir com Juan. Renato obriga-os a se casar e Juan concorda porque ele decidiu fazer Regina pagar por aquilo que Rodrigo fez para seus pais. No entanto, como começam a se conhecer, eles vão perceber que eles nasceram um para o outro, e seu amor será mais forte do que o ódio ou vingança, um amor tão profundo e indomável como o mar.

## Elenco
- Aracely Arámbula -  Regina Montes De Oca Rivera de San Román /Aimeé Montes De Oca Rivera de Vidal
- Eduardo Yáñez - Juan de Dios San Román Montes de Oca "Juan del Diablo" / Juan Aldama de la Cruz
- Cristián de la Fuente - Renato Vidal Montes De Oca
- Angelique Boyer - Jimena / Estrella / Ángela Villarreal
- Enrique Rocha -  Rodrigo Montes De Oca
- Helena Rojo - Leonarda Montes De Oca de Vidal
- María Rojo - Clemencia
- Laura Flores - María del Rosario Montes De Oca de San Román
- Sebastián Zurita - Gabriel Álvarez
- Laisha Wilkins - Constanza Rivera de Montes De Oca
- René Casados - Noel Vidal
- Elizabeth Gutiérrez - Rosenda Frutos
- Osvaldo Ríos - Juan de Dios San Román
- Lisardo - Federico Martín Del Campo
- Alejandro Ávila - Pablo Miranda
- Manuel Ojeda - Fulgencio Berrón
- Salvador Pineda - Arcadio'
- Lola Merino - Eloísa De Berrón
- Silvia Manríquez - Madame Marlene De Fontenak / Magda
- Isabel Madow - Brigitte
- Michelle Ramaglia - Lourdes "Lulú"
- Ignacio Guadalupe - Pedro
- Arturo García Tenorio - Santos
- Ivonne Ley - Mabel
- Benny Emanuel - Calibri
- Mayahuel del Monte - Mirta
- Fernando Roble - Alguacil
- Ricardo Kleinbaum - Phillip
- Susana Lozano - Mariela Villarreal
- Roxana Rojo de la Vega - Salma
- Karla Sofía Gascón - Branko
- Omar Ayala - Maloso
- Luis Gatica - Remigio García
- Julio Alemán  - Narrador
- Raymundo Capetillo - Raúl de Marín
- Lucía Guilmáin - Griselda
- Gustavo Rojo - Alberto Villarreal
- Rosángela Balbó  - Inés De Villarreal
- Sergio Acosta - Servando
- Zaneta Seilerova - Fifí
- Toño Infante - Celestino
- Archie Lanfranco - Santiago Aldama de la Cruz
- Patricia Martínez - Aurora García
- Sarai Meza - Regina Montes de Oca Rivera y Aimée Montes De Oca Rivera (niñas)
- Josefina Echánove - Kuma La Bruja
- Adriano Zendejas - Juan Aldama de la Cruz/Juan de Dios San Román Montes
- Robin Vega - Juan Aldama de la Cruz/Juan  Cruz  de Oca (10 anos)
- Felipe Sánchez - Juan Aldama de la Cruz/Juan de Dios San Román Montes de Oca (jovem)
- Alejandro Felipe - Remigio García (criança)
- Joustein Roustand - Remigio García (jovem)
- Omar Yubeili - Renato Vidal Montes de Oca (criança)
- Andrés Vázquez - Renato Vidal Montes de Oca (jovem)
- Pietro Vannucci - Capitão Bretón
- Marifer Malo - Nikkie
- Milia Nader - Senhora de Sociedade

## Críticas
A telenovela ao longo dos dias foi alvo de várias críticas. Começando pelo melodrama que não convencia aos telespectadores, e a grande falta de realismo na maioria das cenas. A narração da história também era um fator que incomodava, além de erros nas sequências das cenas e figurinos mal colocados.
O casal protagonista também foi bastante criticado. Para alguns, eles não demonstravam sintonia nas cenas, e eram incapazes de dar a vida a seus personagem, de maneira convincente ele estava com a idade muito avançada para dar vida ao personagem, ela não tinha a qualidade interpretativa necessária para o papel, muitos relacionaram a escalação de Aracely Arambula por ser a ex esposa do cantor Luis MIguel. Muitos consideravam que o nível dos atores era muito baixo pra estrelarem uma novela desse porte sendo os protagonistas, ainda mais em horário nobre. A idades dos atores também foi criticada, pois ele era considerado muito velho para ela e algumas cenas Eduardo estava bastante constrangedor por não ter o físico ideal.

## Audiência
Estreou com uma média de 28.1 pontos. Essa foi a maior audiência alcançada durante toda sua exibição. No dia 24 de dezembro de 2009, marcou apenas 10 pontos. Seu último capítulo teve média de 27.8 pontos. Teve média geral de 23 pontos.

## Outras versões
- Corazón salvaje.